# Doubanjiang

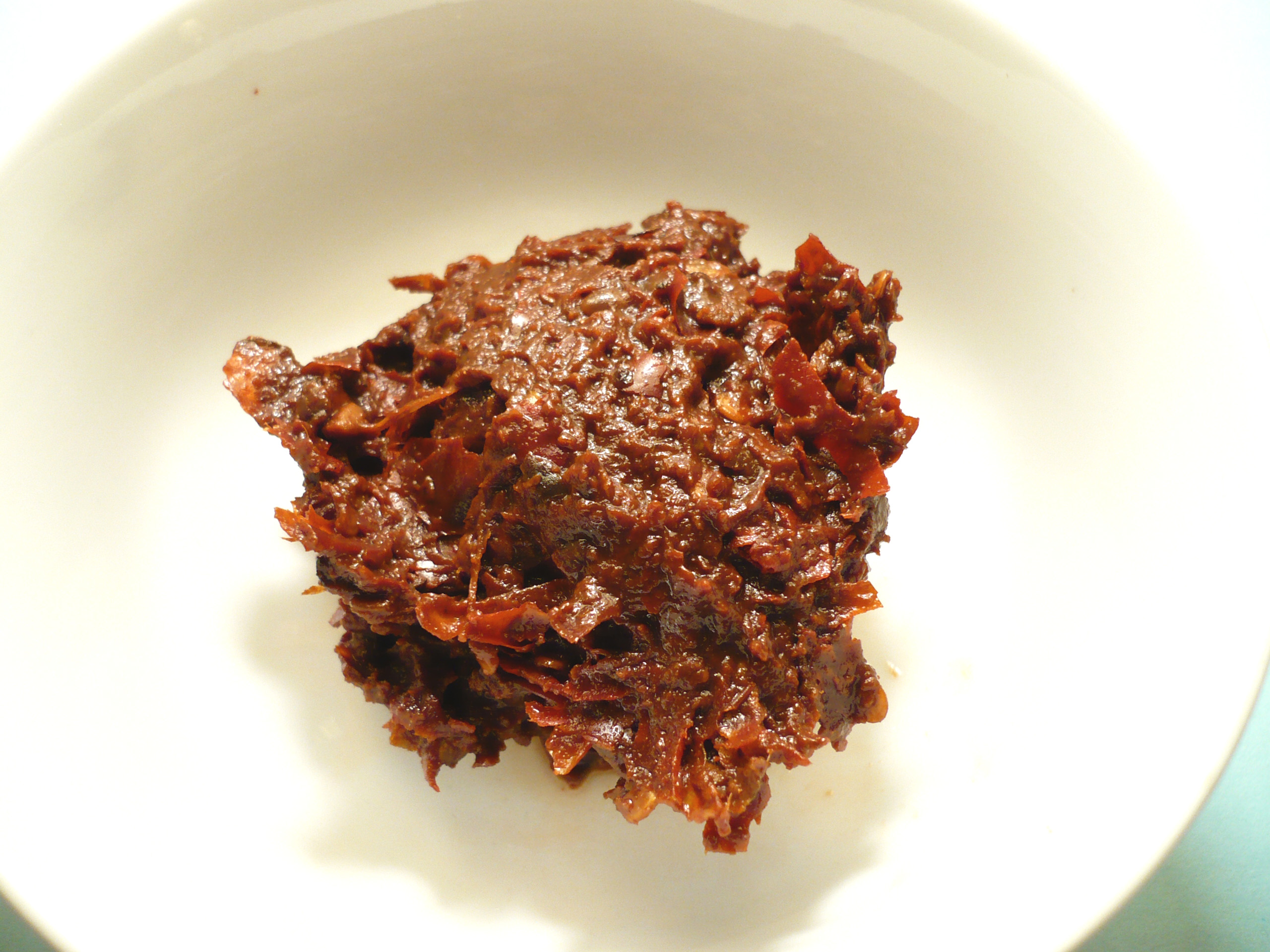
Pâte doubanjiang.

Le doubanjiang est une pâte épicée et salée, faite de fèves et de soja fermentés, de sel, de riz et de diverses épices. Deux versions existent, la pâte simple et la pâte épicée ; cette dernière contient des piments rouges et est appelée ladoubanjiang (辣豆瓣酱 ; pinyin : làdòubànjiàng ; là signifiant « pimenté »).
Il est particulièrement utilisé dans la cuisine sichuanaise, et, d'ailleurs, les habitants de cette province lui attribuent généralement le titre d'« âme de la cuisine du Sichuan ». Une de ses variétés les plus connues est appelée Pixian doubanjiang (郫县豆瓣酱 ; pinyin : Pí xiàn dòubàn jiàng), en référence à la ville de Pixian dans le Sichuan.
Cette sauce est parfois sautée avec de l'huile et consommée avec du riz et des nouilles, constituant un plat sur le pouce. Elle est aussi utilisée comme assaisonnement principal pour les plats de tofu frit et les salades de tofu froid. Elle est aussi fréquemment mélangée avec des nouilles instantanées.
Dans beaucoup de communautés chinoises et usines de production alimentaire, le doubanjiang est produit uniquement avec du soja et du sel et ne contient pas de fèves, ni de piments typiques de la cuisine sichuanaise[citation nécessaire].
Dans la cuisine coréenne, il existe une pâte de fèves similaire appelée doenjang.